# Eugène Scribe
Augustin Eugène Scribe (výslovnost: [oɡystɛ̃ øʒɛn skʁib]; 24. prosince 1791 Paříž – 20. února 1861 tamtéž) byl francouzský dramatik a operní libretista.

## Život
Narodil se v Paříži. Jeho otec byl obchodník s hedvábím a syn měl předurčenou dráhu právníka. Augustin však záhy studium práv opustil a začal psát pro jeviště. Jeho první hra, Prétendu sans le savoir, byla uvedena už v roce 1810 na scéně Varieté, ale neměla úspěch. Následovala řada dalších her napsaných ve spolupráci s jinými autory, ale prvního skutečného úspěchu se dočkal až v roce 1815, kdy společně s Delestre-Poirsonem napsal hru Une Nuit de la garde nationale.
V dalších letech chrlil se svými spolupracovníky jednu hru za druhou. Dosáhl toho téměř pásovou organizací práce. Scribe dodával nápady a jeho spolupracovníci vypracovávali dialogy, dodávali vtipné hlášky, dvojverší apod. Spolupracovala s ním řada předních francouzských dramatiků té doby. Byli mezi nimi Jean-François Bayard, Roger de Beauvoir, Joseph-Xavier Boniface (pseudonym X. B. Saintine), Nicolas Brazier, Pierre François Carmouche, Jean-Henri Dupin, Philippe François Dumanoir (zvaný „Pinel“), Anne-Honoré-Joseph Duveyrier (pseudonym „Mélesville“), Charles Duveyrier (otec cestovatele Henriho Duveyriera), Germain Delavigne, Ernest Legouvé, Michel Masson, Edouard Joseph Mazères, Charles Gaspard Poirson (pseudonym „Delestre-Poirson“), Louis Emile Vanderburch a Antoine-François Varner. Většina jeho her byly komedie a vaudevilly. Vaudevilly byly uváděny převážně v divadle Théâtre du Gymnase Marie Bell a komedie v Comédie-Française.
Scribe vymyslel a ve své tvorbě prosazoval princip dokonalého divadla (Pièce bien faite) znamenající přesné načasování scén, příchodu jednotlivých postav, náhlé zvraty děje, prvky tajemství a momenty překvapení.
Světový úspěch zaznamenal Scribe jako libretista nejslavnějších skladatelů oper té doby. Na jeho text komponovali např. Giacomo Meyerbeer (Les Huguenots, L'africaine), Adolphe Adam, Daniel Auber (La muette de Portici), Vincenzo Bellini, François Adrien Boieldieu, Jacques Fromental Halévy, Gioacchino Rossini, Giuseppe Verdi a další.
Napsal rovněž několik románů, které však příliš úspěšné nebyly. Jeho souborné dílo bylo vydáváno v letech 1874–1885 a obnáší 66 svazků.
V roce 1834 byl zvolen členem Francouzská akademie (Académie française). Zemřel 20. února 1861 v Paříži. Je pochován na hřbitově Père Lachaise v Paříži (oddíl 35). Jeho socha je jednou ze 146 soch umístěných na fasádě budovy Hôtel de ville de Paris.

## Dílo (výběr)

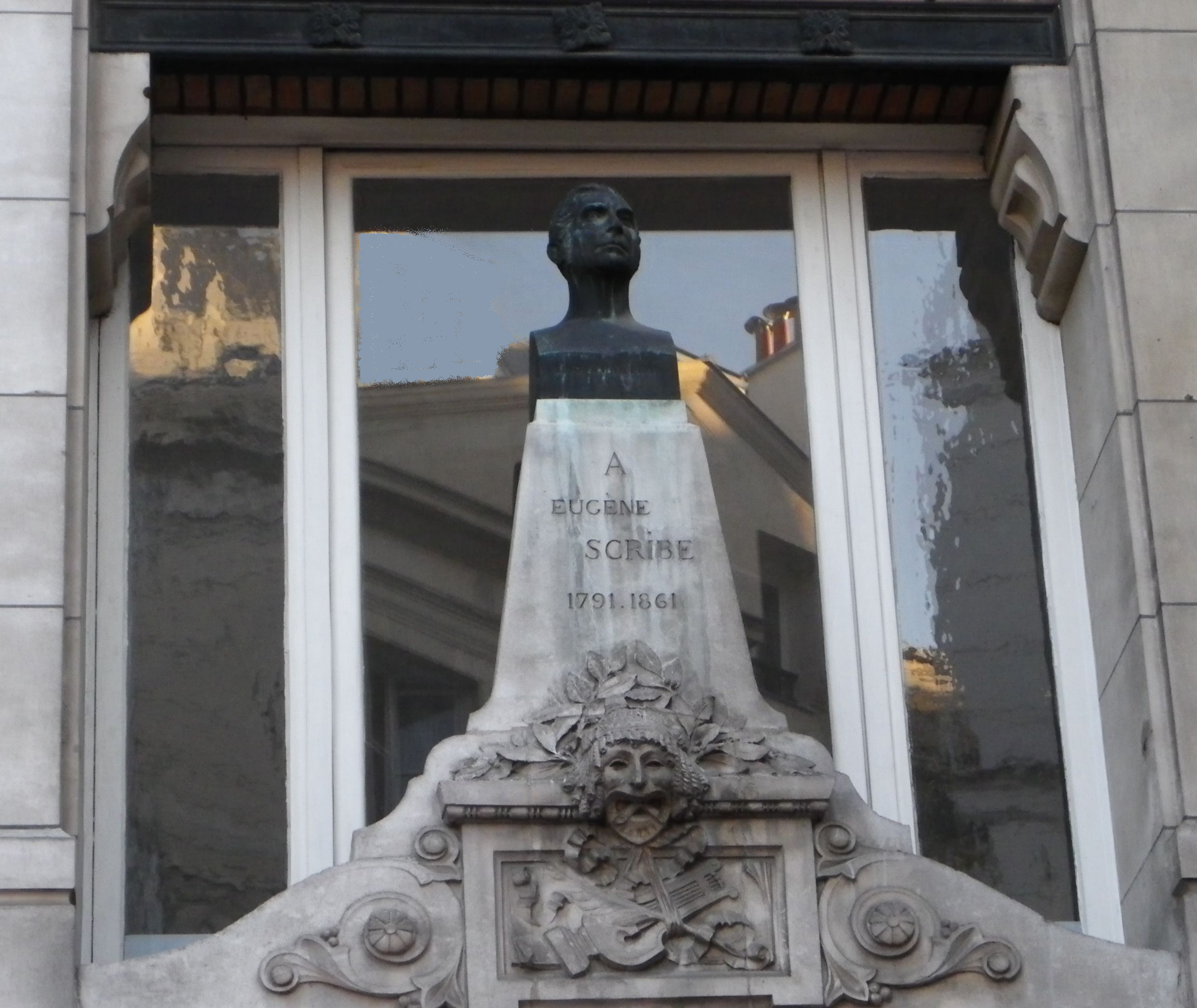
Pomník autora na rue Saint-Denis v Paříži

### Divadelní hry
- Le verre d'eau, ou Les effets et les causes (1840)
- Flore et Zéphyre
- Le Comte Ory
- Le Nouveau Pourceaugnac
- Le Solliciteur
- La Fête du mari
- Le Mariage d’argent
- Bertrand et Raton, ou l’art de conspirer (1833)
- La Camaraderie, ou la courte échelle
- Une chaîne
- Adrienne Lecouvreur (předloha stejnojmenné opery Francesca Cilea
- Les Contes de la reine de Navarre
- Bataille de dames
- Mon étoile
- Feu Lionel
- Les Doigts de fée
- La Camaraderie (1837, politická satira na Červencovou monarchii)

### Romány a povídky

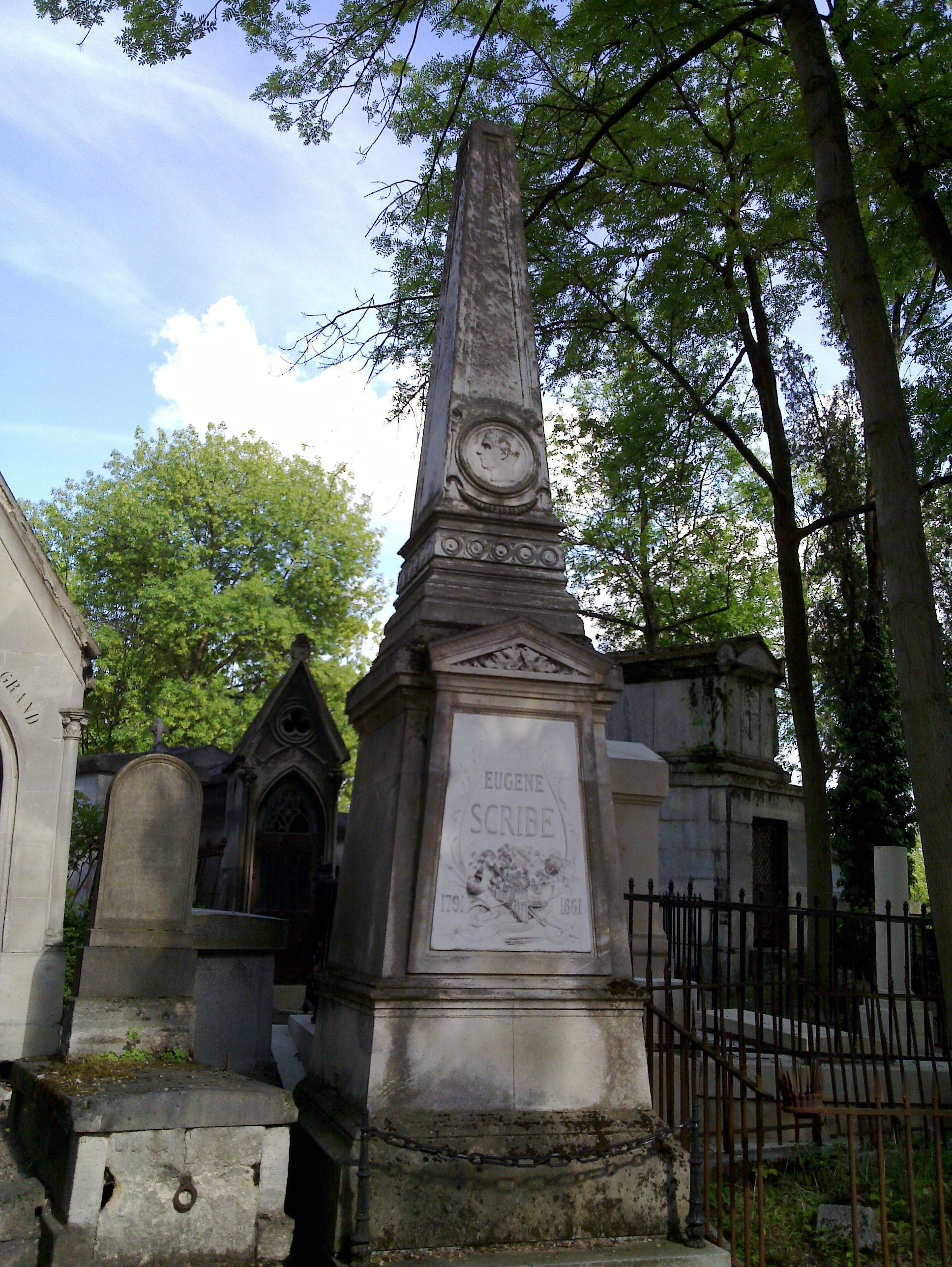
Hrobka autora na hřbitově Père Lachaise v Paříži

- Maurice (1856)
- Piquillo Alliaga
- Les Yeux de ma tante

### Operní libreta
- La Neige ou Le nouvel Eginhard (Daniel Auber)
- Le Cheval de bronze (Daniel Auber)
- La dame blanche (François Adrien Boieldieu)
- La muette de Portici (Němá z Portici) (Daniel Auber)
- Fra Diavolo (Daniel Auber)
- Les vêpres siciliennes (Sicilské nešpory) (Giuseppe Verdi)
- Gustave III. ou Le bal masqué (Daniel Auber) (také námět pro Verdiho Un ballo in maschera)
- Robert ďábel (Giacomo Meyerbeer)
- La juive (Židovka) (Jacques Fromental Halévy)
- Hugenoti (Giacomo Meyerbeer)
- Le Domino noir (Daniel Auber)
- Le prophète (Giacomo Meyerbeer)
- L'Africain (Afričanka) (Giacomo Meyerbeer, op. posth.)
- La chatte métamorphosée en femme (Jacques Offenbach)